# Награда „Стара Загора“
Наградата „Стара Загора“ е ежегодна награда, която връчва Община Стара Загора. Учредена е през 1968 г. и се връчва по повод 24 май – Ден на светите братя Кирил и Методий, на българската азбука, просвета и култура и на славянската книжовност.

## Принципи, условия и ред за присъждане
Наградата „Стара Загора“ се присъжда в две направления:
1. наука и образование;
2. култура и изкуство.

Наградата за всяко направление може да бъде индивидуална или колективна. С нея се удостояват български и чуждестранни пълнолетни граждани приживе или посмъртно за високи художествено-творчески постижения в духовния живот и сферата на образованието и науката в Община Стара Загора.
Наградите „Стара Загора“ и „Млада Загора“ (връчвана на ученици) се връчват в сградите на някои от културните институции на Стара Загора. Кметът на Община Стара Загора връчва наградата.